# Тодор Вангелов
Тодор Маринов Вангелов е български офицер, бригаден генерал.

## Биография
Роден е през 1957 г. През 1979 г. завършва Висшето народно военно училище „Васил Левски“ във Велико Търново. Учил е и във Военната академия в София и Военната академия „Фрунзе“ в СССР. На 7 октомври 2003 г. е назначен за командир на 61-ва механизирана бригада, като на 4 май 2005 г. е преназначен на същата длъжност. На 3 май 2004 г. е удостоен с висше военно звание бригаден генерал. На 25 април 2006 г. е преназначен за командир на 61-ва механизирана бригада, считано от 1 юни 2006 г. На 29 януари 2008 г. е освободен от длъжността командир на 61-ва механизирана бригада. Бил е военен аташе в Москва. Излиза в запас на 28 септември 2012 г. Награждаван е с награден знак „Свети Георги ІІ степен“.

## Образование
- Висше народно военно училище „Васил Левски“ – 1974 – 1979
- Военна академия „Г.С.Раковски“
- Военната академия „Фрунзе“, СССР

## Военни звания
- Лейтенант (1979)
- Старши лейтенант
- Капитан
- Майор
- Подполковник
- Полковник
- Бригаден генерал (3 май 2004)